# Tramvia de Sapporo
El Tramvia de Sapporo (札幌市電 Sapporo shiden) és una xarxa de transport en tramvia de la ciutat de Sapporo, capital de Hokkaido, Japó. Aquest mitjà de transport està gestionat per l'Oficina de Transport de la Ciutat de Sapporo com el Metro de Sapporo. Va ser fundat l'any 1909 com a tramvia de cavalls i, posteriorment en 1918, fou electrificat. En 1927 va passar a ser una empresa municipal.

## Línies
Totes les parades i els circuits va pel districte de Chūō únicament. Tot i que nominalment es conserven els noms de les diveres línies antigues, avui dia el tramvia és una línia única circular.

### Línia Ichijō
| Parada Número | Imatge           | Parada              | Japonès      | Distància (km)  | Distància (km) | Enllaç                                                               | Situació       |
| Parada Número | Imatge           | Parada              | Japonès      | Entre estacions | Total          | Enllaç                                                               | Situació       |
| ------------- | ---------------- | ------------------- | ------------ | --------------- | -------------- | -------------------------------------------------------------------- | -------------- |
| SC01          | Nishiyonchôme    | Nishi Yon Chōme     | 西4丁目      | 0,0             | 0,0            | Metro-Nanboku (N07), (N08) Metro-Tōzai (T09) Metro-Tōhō (H08), (H09) | Chūō (Sapporo) |
| SC02          | Nishihacchôme    | Nishi Hacchōme      | 西8丁目      | 0,5             | 0,5            |                                                                      | Chūō (Sapporo) |
| SC03          | Chuokuyakushomae | Chūō-ku Yakusho Mae | 中央区役所前 | 0,9             | 0,9            | Metro-Tōzai (T08)                                                    | Chūō (Sapporo) |
| SC04          | Nishijûgochôme   | Nishi Jūgo Chōme    | 西15丁目     | 1,4             | 1,4            | Metro-Tōzai (T07)                                                    | Chūō (Sapporo) |

### Línia Yamahana-Nishi
| Parada Número | Imatge            | Parada                              | Japonès           | Distància (km)  | Distància (km) | Enllaç            | Situació       |
| Parada Número | Imatge            | Parada                              | Japonès           | Entre estacions | Total          | Enllaç            | Situació       |
| ------------- | ----------------- | ----------------------------------- | ----------------- | --------------- | -------------- | ----------------- | -------------- |
| SC04          | Nishijûgochôme    | Nishi Jūgo Chōme                    | 西15丁目          | 0,0             | 1,4            | Metro-Tōzai (T07) | Chūō (Sapporo) |
| SC05          | Nishisenrokujô    | Nishi Sen Roku Jō                   | 西線6条           | 0,5             | 2,0            |                   | Chūō (Sapporo) |
| SC06          | Nishisenkujô      | Nishi Sen Ku Jō Asahikawa Kōen Dōri | 西線9条旭川公園通 | 0,9             | 2,3            |                   | Chūō (Sapporo) |
| SC07          | Nishisenjûichijô  | Nishi Sen Jūichi Jō                 | 西線11条          | 1,3             | 2,7            |                   | Chūō (Sapporo) |
| SC08          | Nishisenjûyojô    | Nishi Sen Jūyo Jō                   | 西線14条          | 1,7             | 3,2            |                   | Chūō (Sapporo) |
| SC09          | Nishisenjûrokujô  | Nishi Sen Jūroku Jō                 | 西線16条          | 2,1             | 3,6            |                   | Chūō (Sapporo) |
| SC10          | RopewayIriguchi   | Ropeway Iriguchi                    | ロープウェイ入口  | 2,5             | 3,9            |                   | Chūō (Sapporo) |
| SC11          | Denshajigyoshomae | Densha Jigyōsho Mae                 | 電車事業所前      | 2,8             | 4,3            |                   | Chūō (Sapporo) |
| SC12          | ChûôToshokanMae   | Chūō Toshokan Mae                   | 中央図書館前      | 3,1             | 4,5            |                   | Chūō (Sapporo) |

### Línia Yamahana
| Parada Número | Imatge               | Parada                 | Japonès        | Distància (km)  | Distància (km) | Enllaç                                                               | Situació       |
| Parada Número | Imatge               | Parada                 | Japonès        | Entre estacions | Total          | Enllaç                                                               | Situació       |
| ------------- | -------------------- | ---------------------- | -------------- | --------------- | -------------- | -------------------------------------------------------------------- | -------------- |
| SC12          | ChûôToshokanMae      | Chūō Toshokan Mae      | 中央図書館前   | 0,0             | 4,5            |                                                                      | Chūō (Sapporo) |
| SC13          | Ishiyamadôri         | Ishiyama Dōri          | 石山通         | 0,3             | 4,9            |                                                                      | Chūō (Sapporo) |
| SC14          | Higashitondendôri    | Higashi Tonden Dōri    | 東屯田通       | 0,6             | 5,2            |                                                                      | Chūō (Sapporo) |
| SC15          | Kônanshôgakkômae     | Kōnan Shōgakkō Mae     | 幌南小学校前   | 1,0             | 5,6            |                                                                      | Chūō (Sapporo) |
| SC16          | Yamahanajûkujô       | Yamahana Jūku Jō       | 山鼻19条       | 1,2             | 5,8            |                                                                      | Chūō (Sapporo) |
| SC17          | Seishûgakuenmae      | Seishū Gakuen Mae      | 静修学園前     | 1,6             | 6,2            | Metro-Nanboku (N10)                                                  | Chūō (Sapporo) |
| SC18          | Gyôkeidôri           | Gyōkei Dōri            | 行啓通         | 2,0             | 6,6            |                                                                      | Chūō (Sapporo) |
| SC19          | Nakajimakôendôri     | Nakajima Kōen Dōri     | 中島公園通     | 2,5             | 7,0            |                                                                      | Chūō (Sapporo) |
| SC20          | Yamahanakujô         | Yamahana Ku Jō         | 山鼻9条        | 2,8             | 7,4            | Metro-Nanboku (N09)                                                  | Chūō (Sapporo) |
| SC21          | Higashihonganjimae   | Higashi Honganji Mae   | 東本願寺前     | 3,1             | 7,7            |                                                                      | Chūō (Sapporo) |
| SC22          | Shiseikanshogakkômae | Shiseikan Shōgakkō Mae | 資生館小学校前 | 3,5             | 8,1            |                                                                      | Chūō (Sapporo) |
| SC23          | Susukino             | Susukino               | すすきの       | 3,8             | 8,4            | Metro-Nanboku (N07), (N08) Metro-Tōzai (T09) Metro-Tōhō (H08), (H09) | Chūō (Sapporo) |

### Línia Toshin
| Parada Número | Imatge        | Parada          | Japonès  | Distància (km)  | Distància (km) | Enllaç                                                               | Situació       |
| Parada Número | Imatge        | Parada          | Japonès  | Entre estacions | Total          | Enllaç                                                               | Situació       |
| ------------- | ------------- | --------------- | -------- | --------------- | -------------- | -------------------------------------------------------------------- | -------------- |
| SC23          | Susukino      | Susukino        | すすきの | 0,0             | 8,4            | Metro-Nanboku (N07), (N08) Metro-Tōzai (T09) Metro-Tōhō (H08), (H09) | Chūō (Sapporo) |
| SC24          | Tanukikôji    | Tanukikōji      | 狸小路   | 0,2             | 8,7            |                                                                      | Chūō (Sapporo) |
| SC01          | Nishiyonchôme | Nishi Yon Chōme | 西4丁目  | 0,4             | 8,9            | Metro-Nanboku (N07), (N08) Metro-Tōzai (T09) Metro-Tōhō (H08), (H09) | Chūō (Sapporo) |

## Parc mòbil

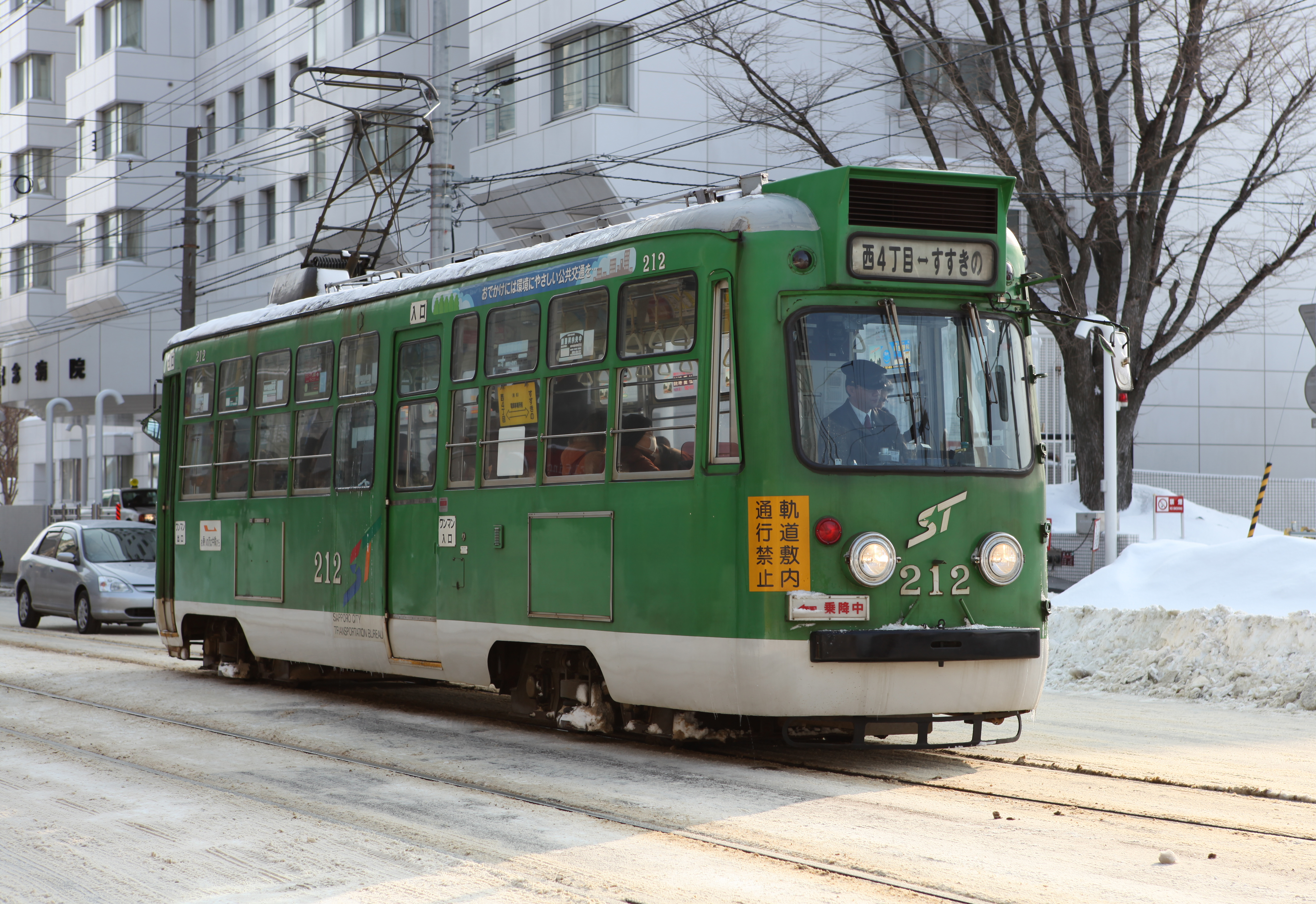
Sèrie 210 (1958)
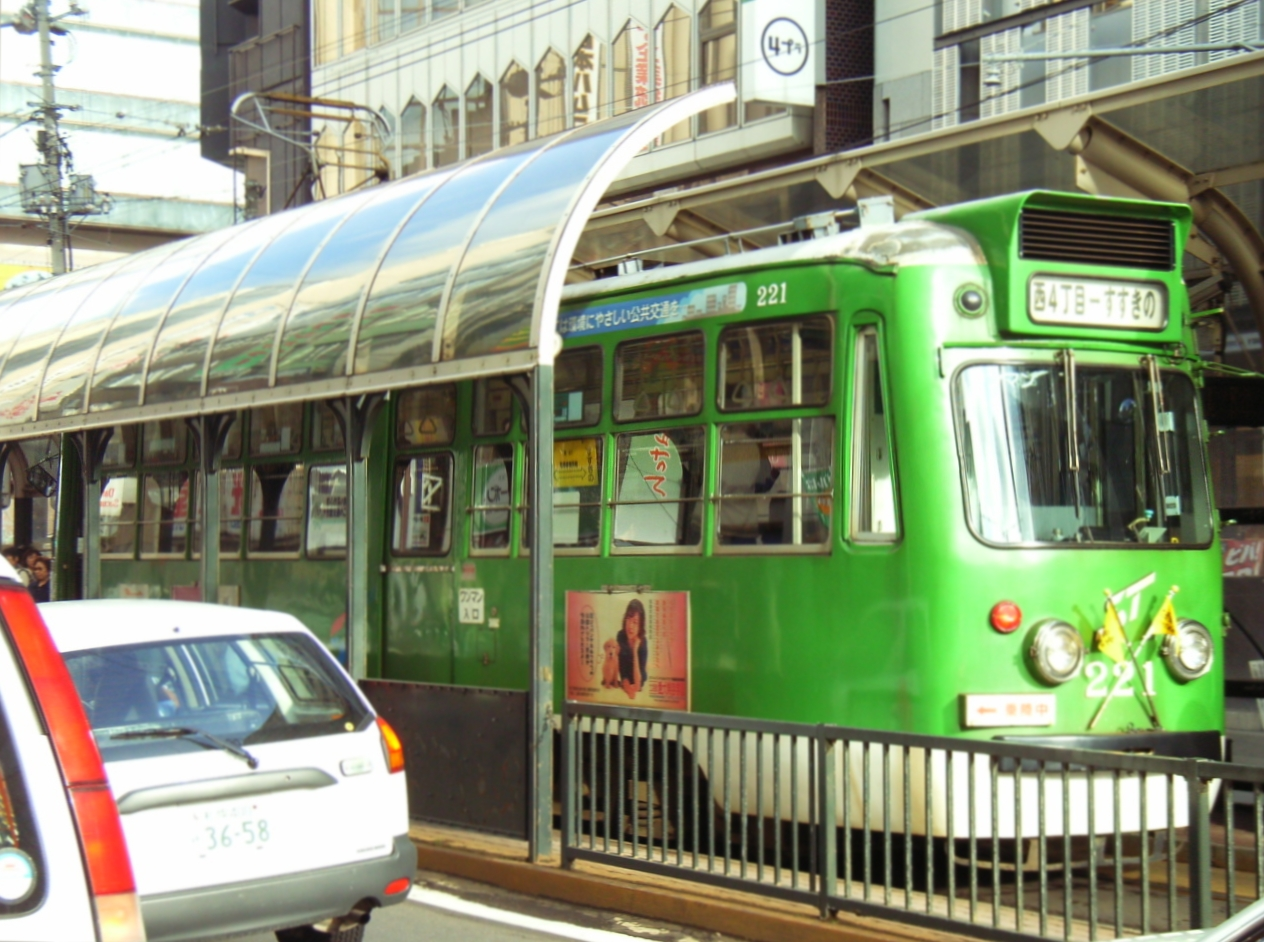
Sèrie 220 (1959)
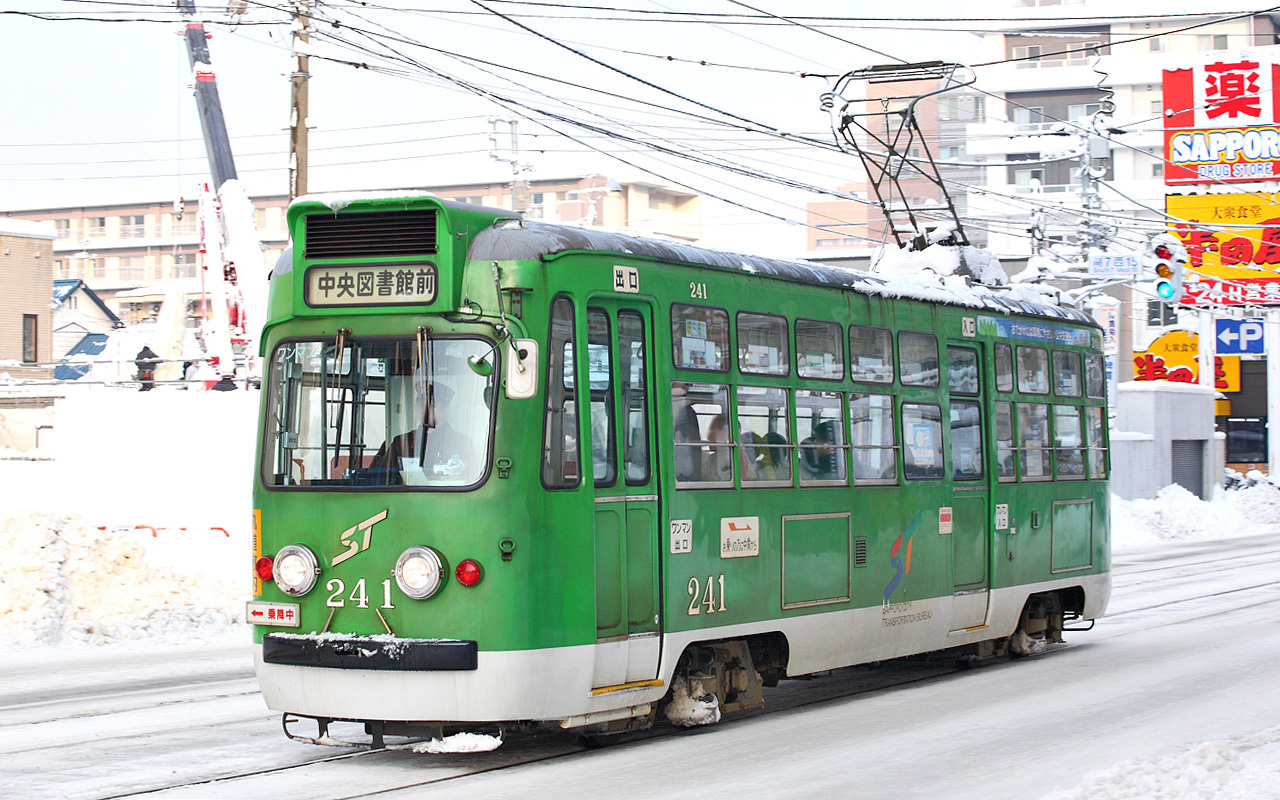
Sèrie 240 (1960)
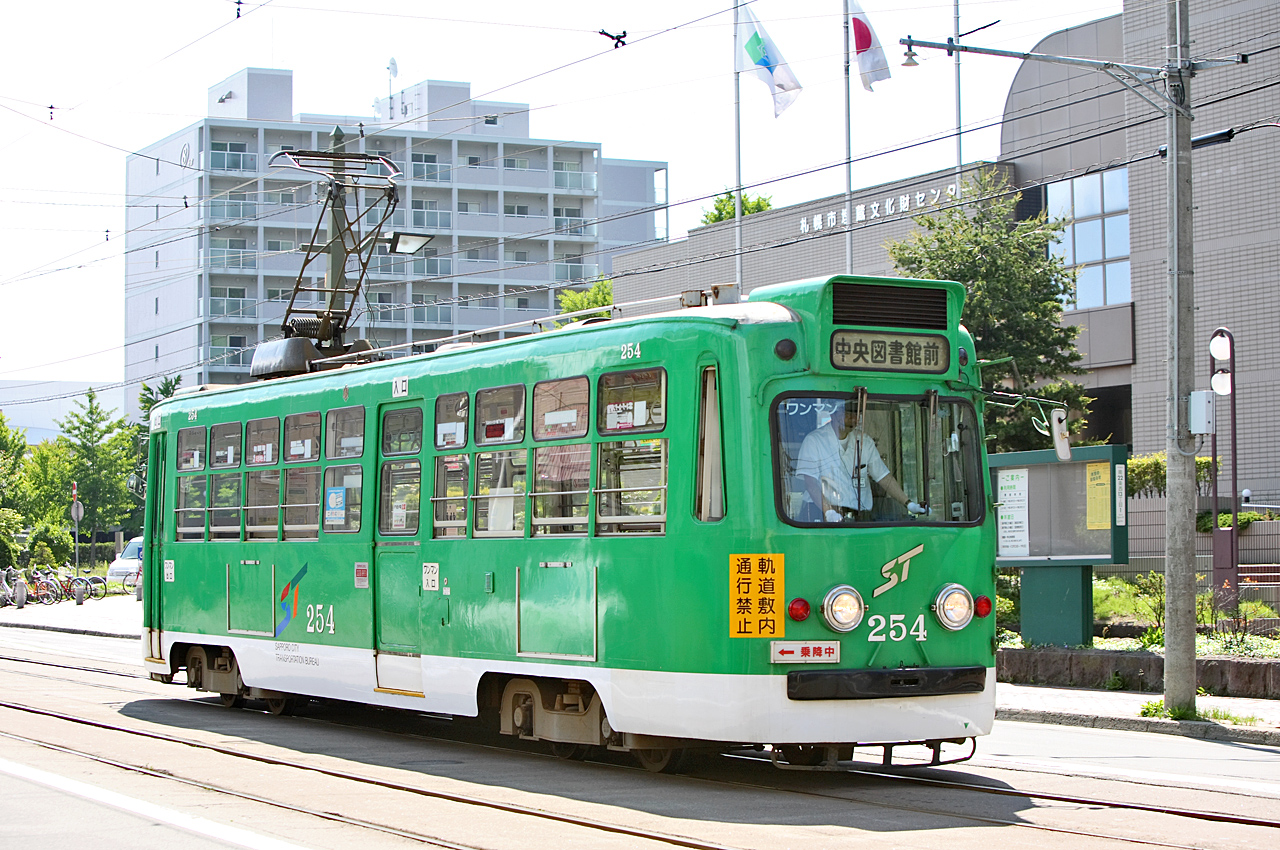
Sèrie 250 (1961)
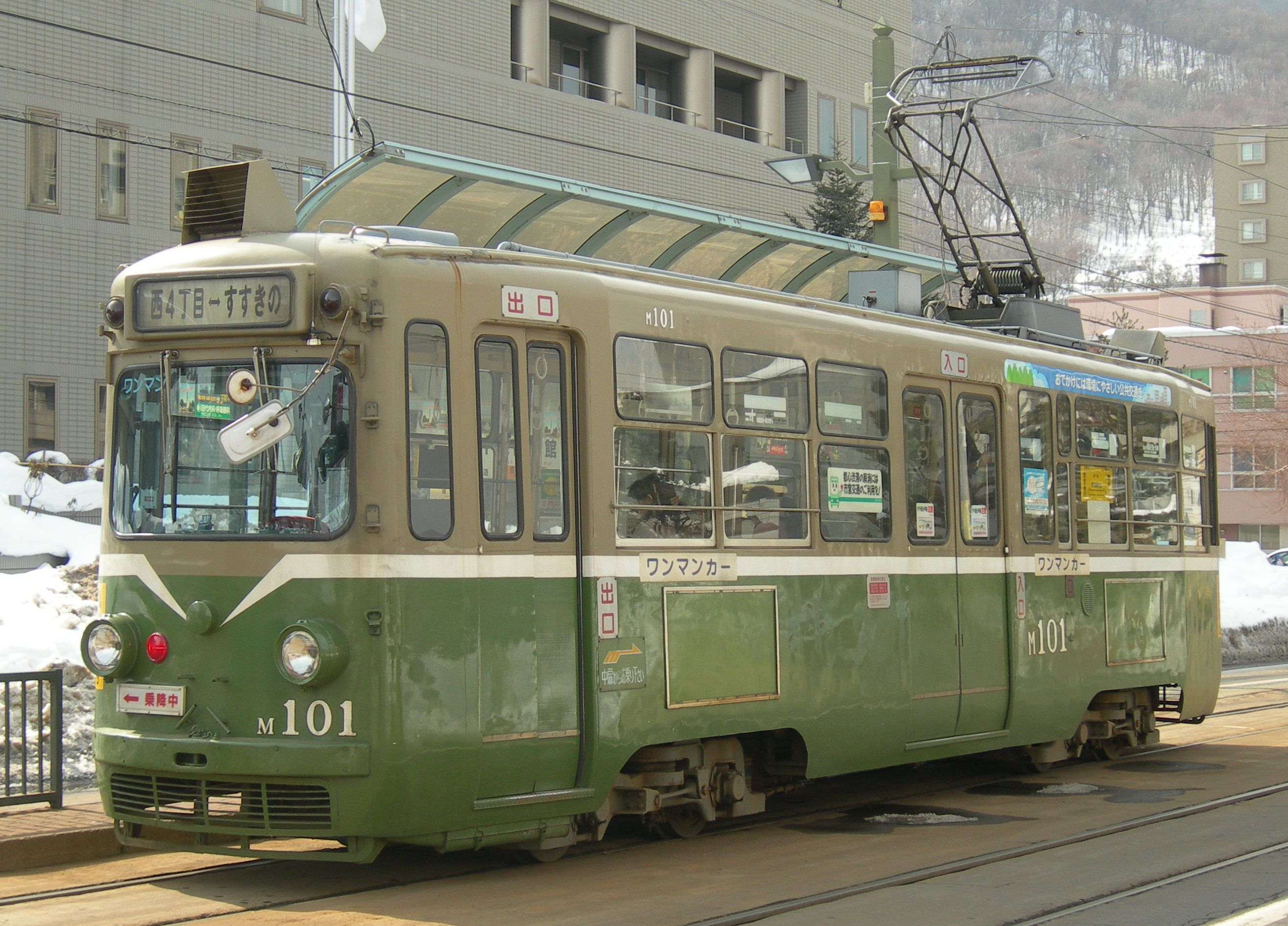
Sèrie M100 (1961)
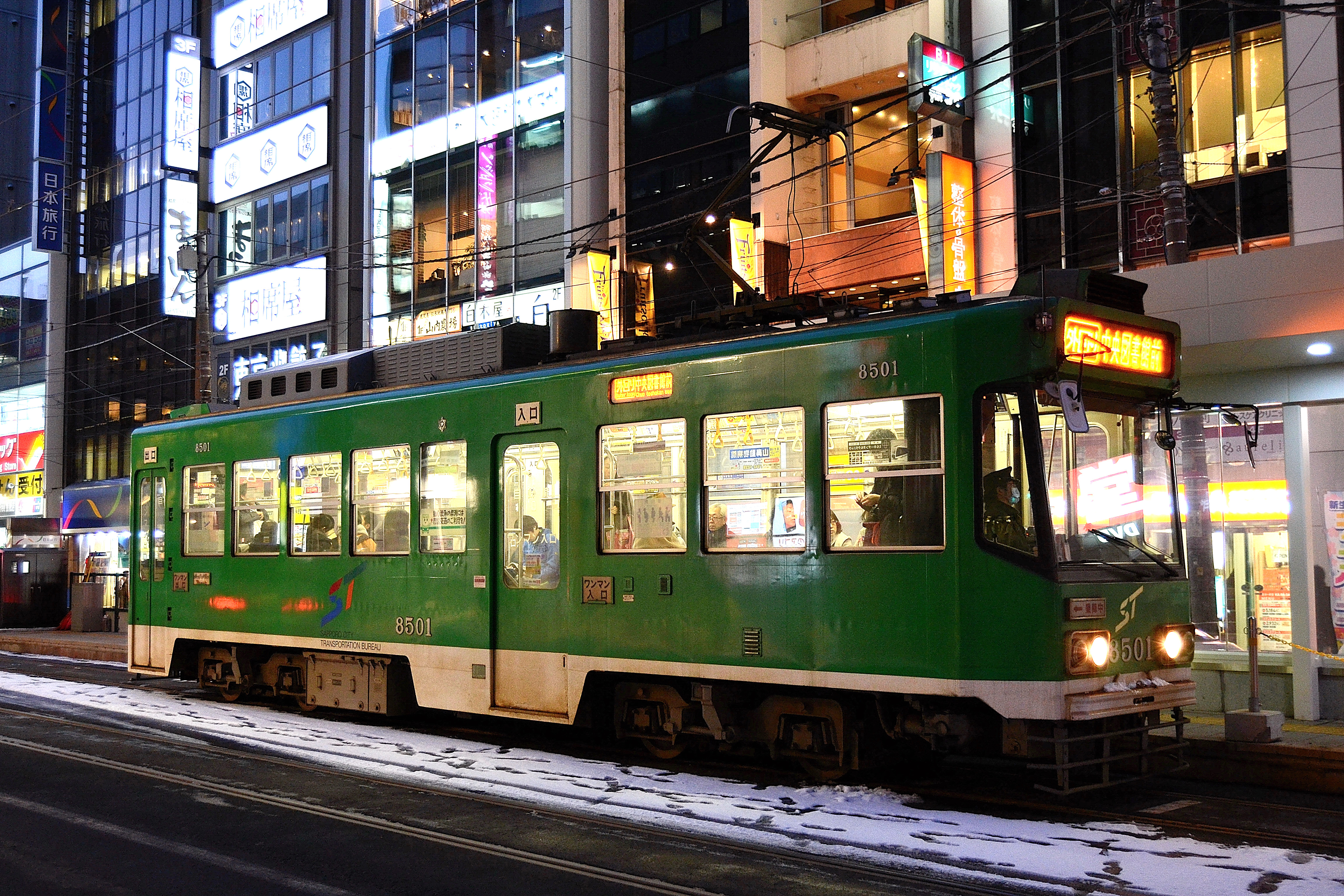
Sèrie 8500 (1985)
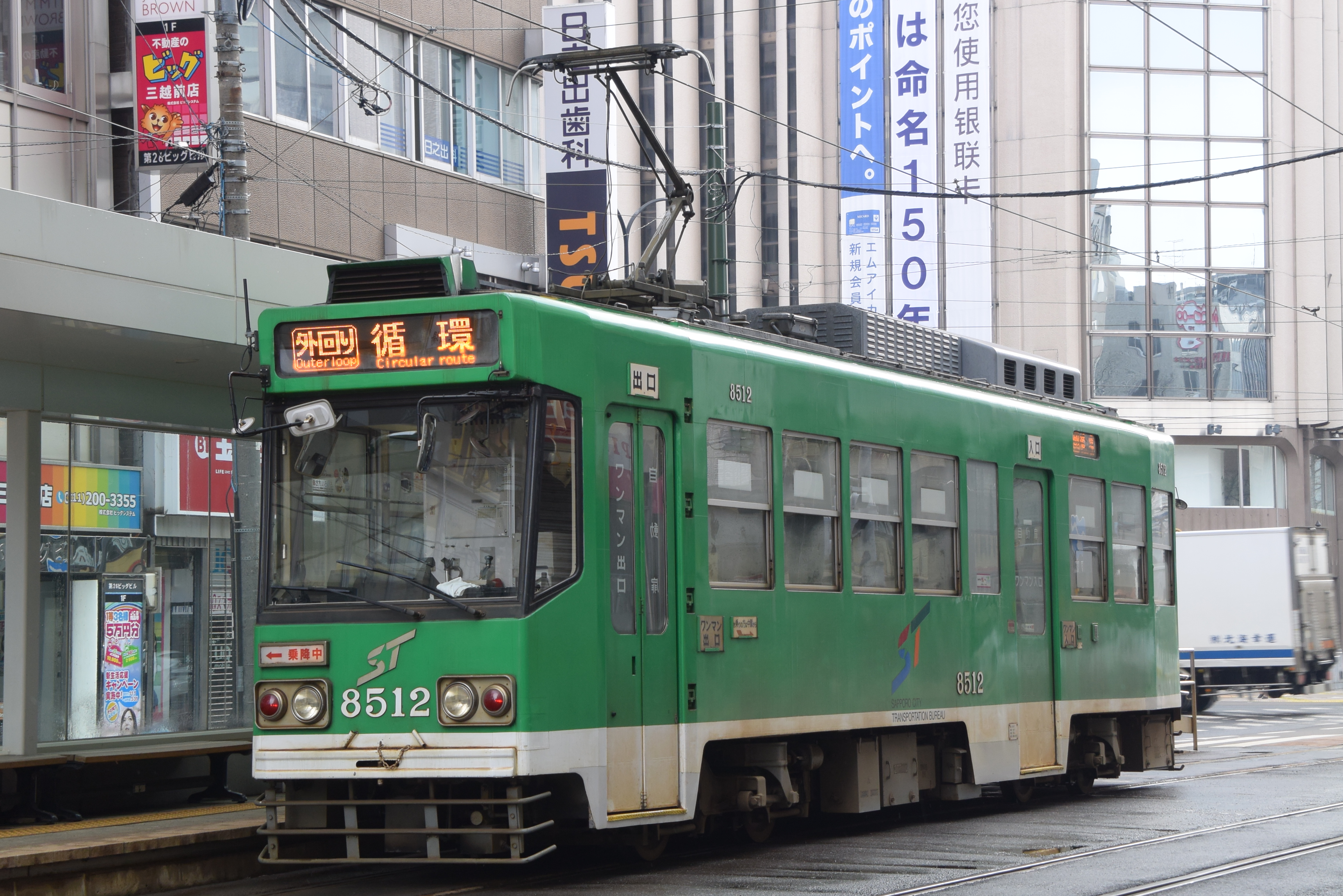
Sèrie 8510 (1987)
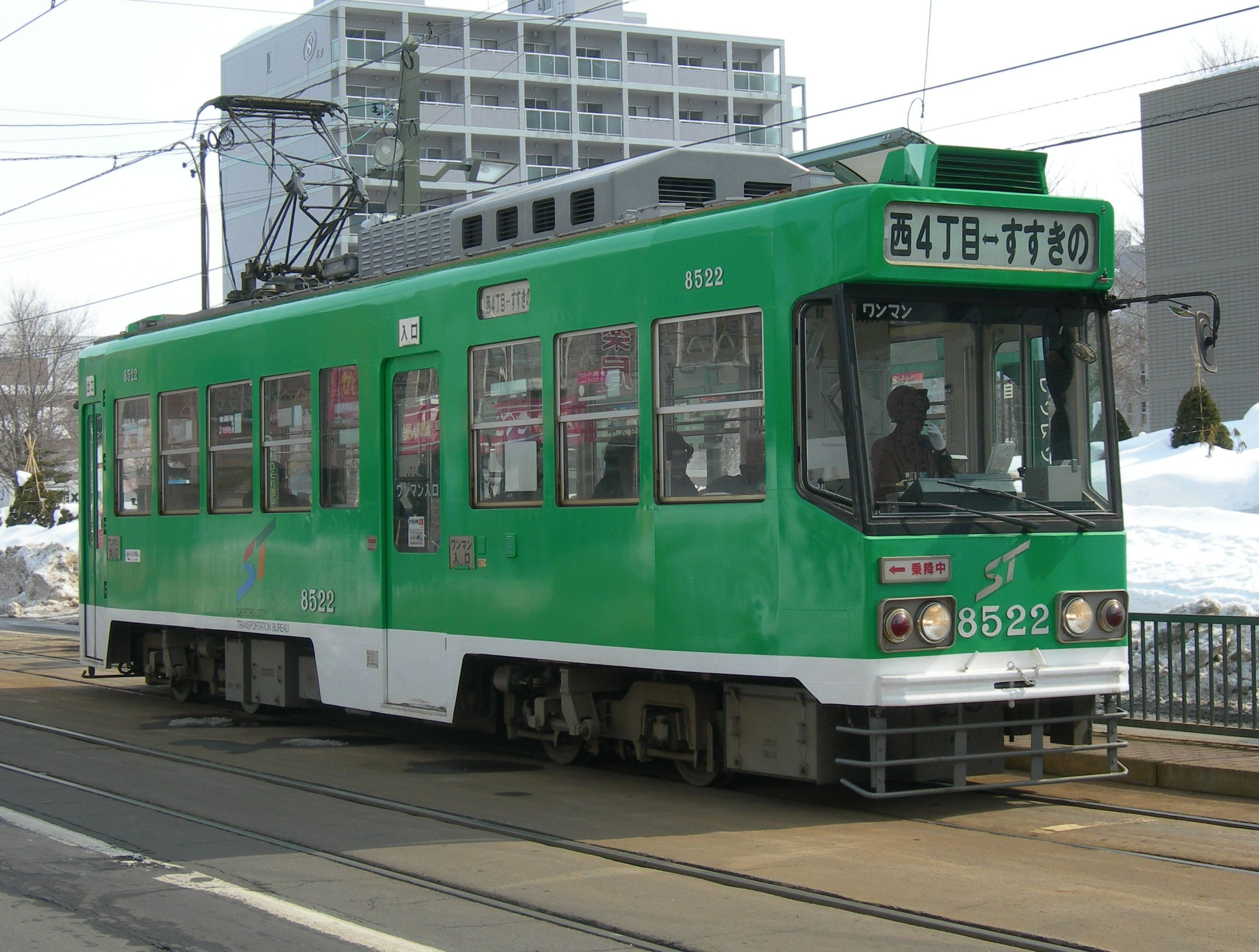
Sèrie 8520 (1988)
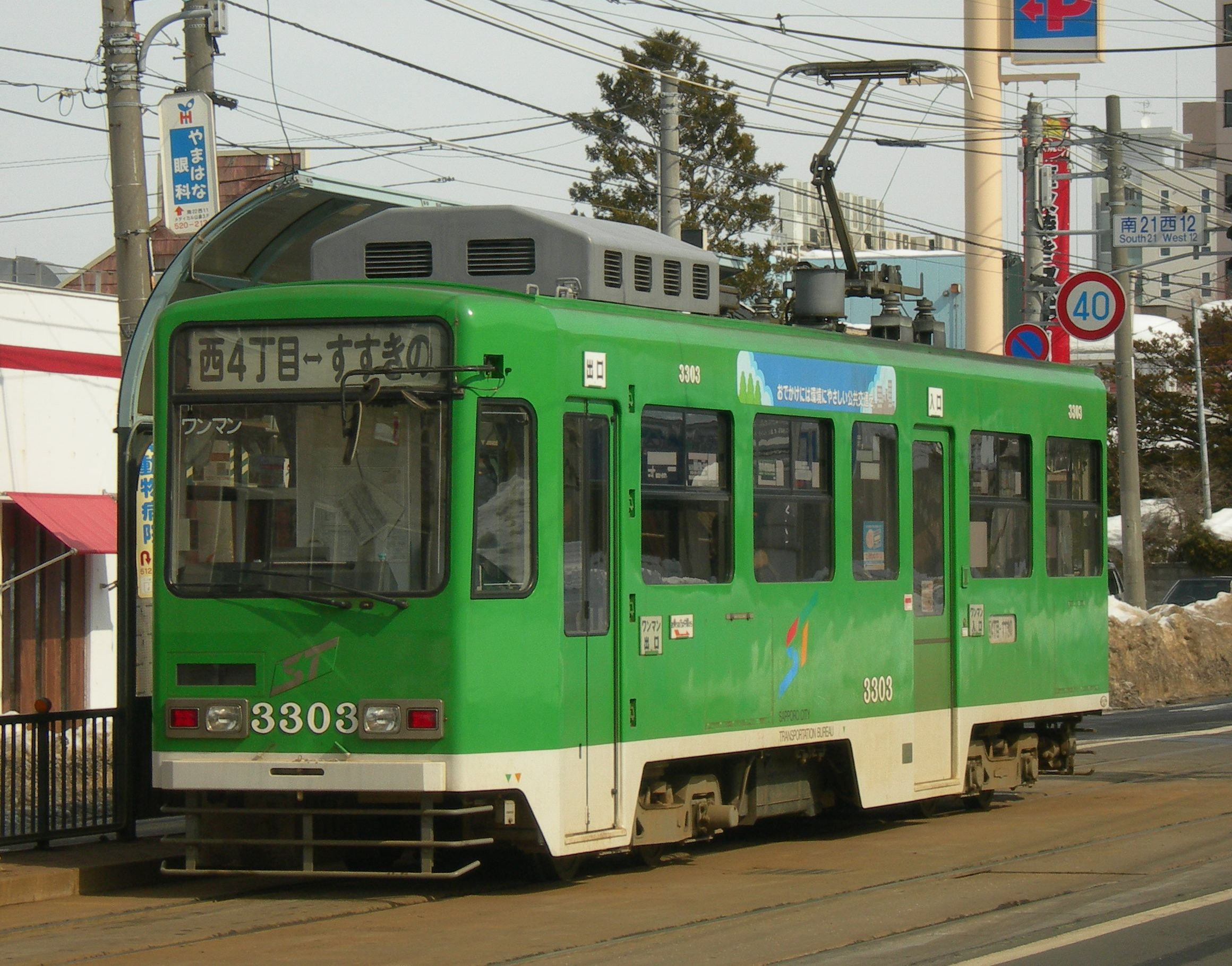
Sèrie 3300 (1998)
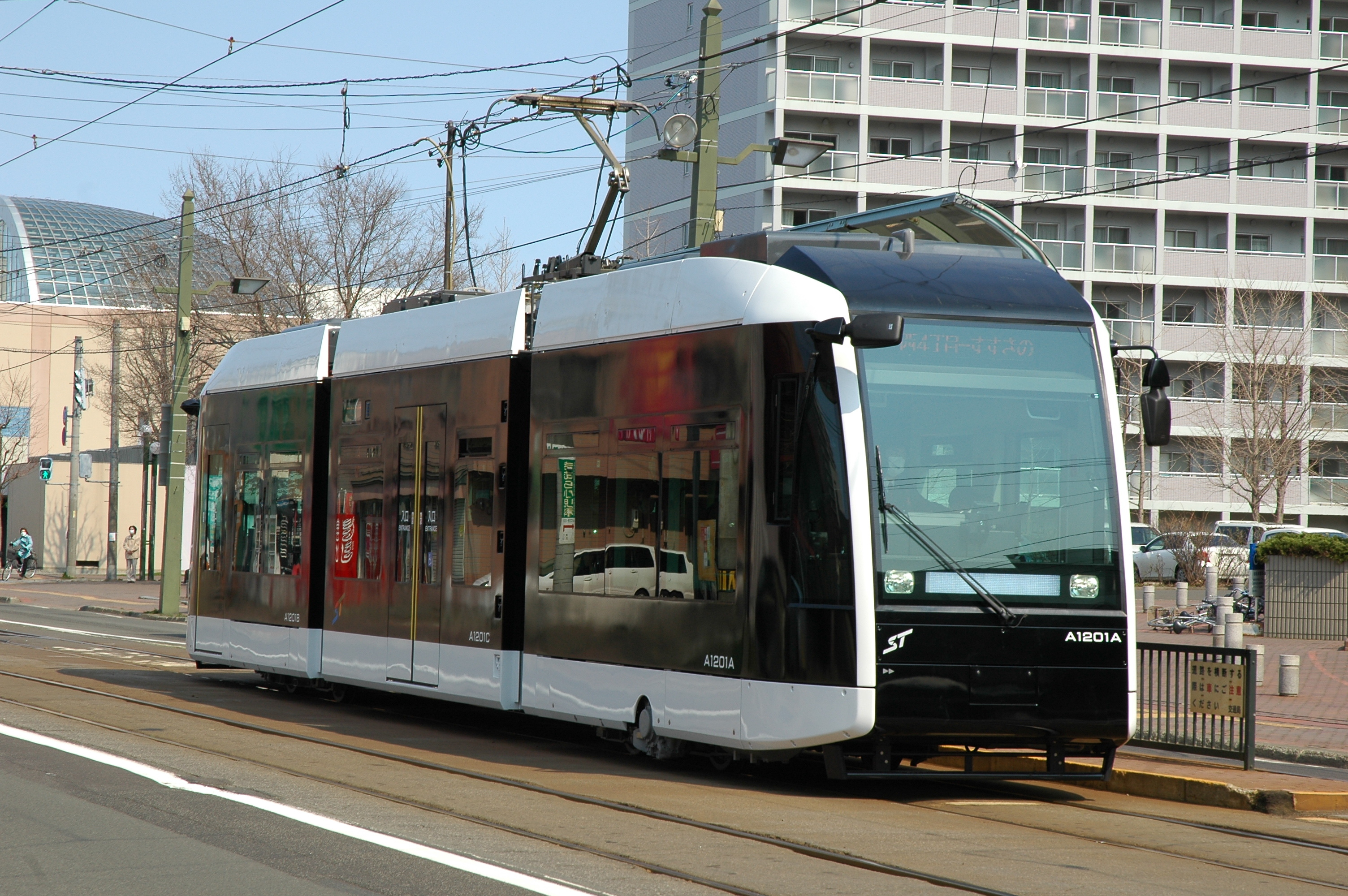
Sèrie A1200 Polaris (2013)
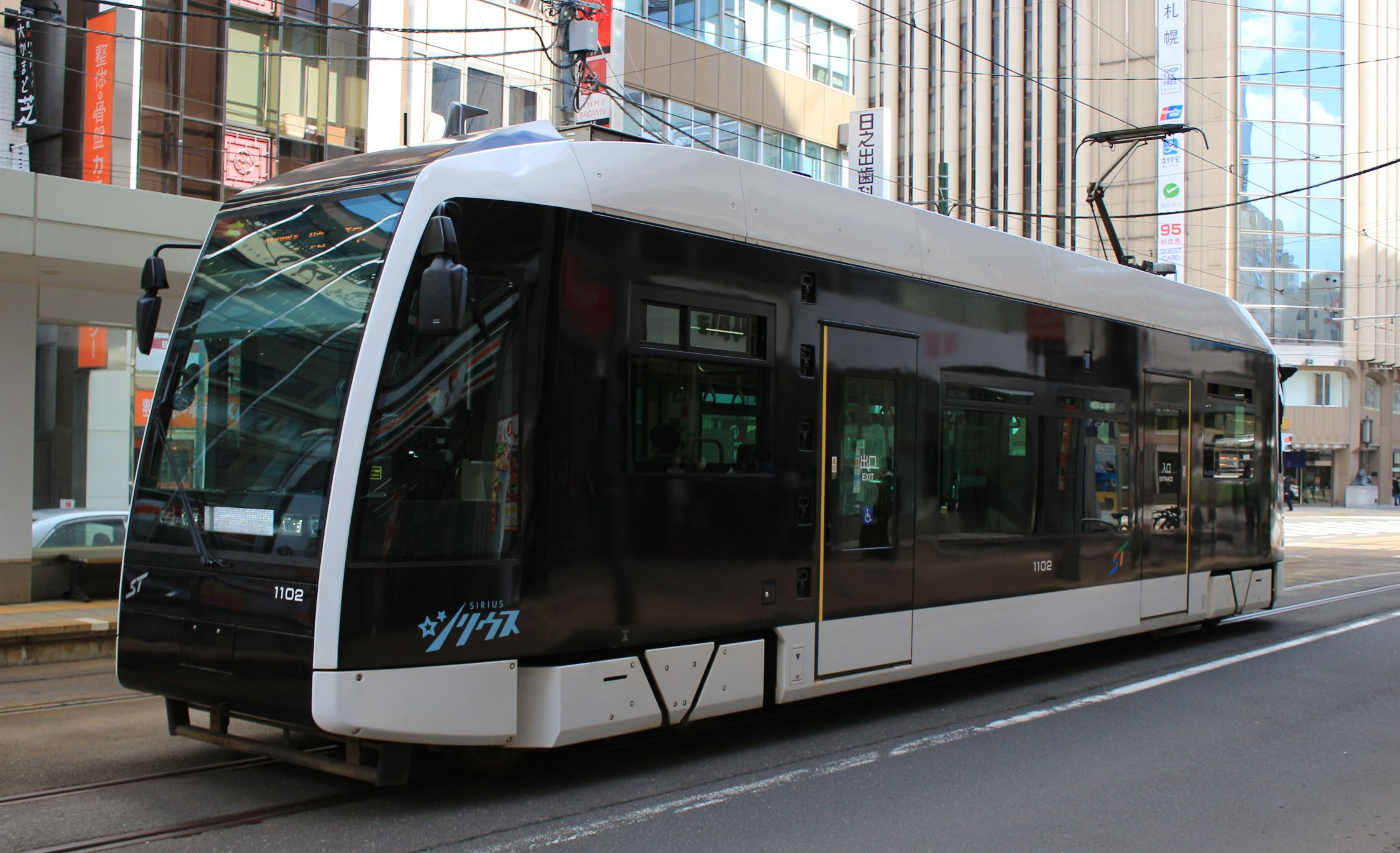
Sèrie 1100 Sirius (2018)